# La Traversée du désert
La Traversée du désert (Durch die Wüste en allemand) est un jeu de société créé par Reiner Knizia et publié en langue française par Ubik en 2005.
C'est un jeu pour 2 à 5 joueurs, à partir de 10 ans, qui dure de 30 à 45 minutes.

## Principe du jeu
Les joueurs représentent des tribus de Bédouins qui veulent coloniser le désert. À chaque tour de jeu, chaque joueur pose deux chameaux sur le plateau. Le but est de marquer le maximum de points en atteignant les oasis, en occupant les points d'eau et en délimitant des territoires.